# جيسيكا جاين كليمنت
وإسمها جيسيكا جاين ستافورد كلمينت (بالإنجليزية: Jessica-Jane Clement)‏ ولدت في 24 فبراير 1985 في مدينة شفيلد في مقاطعة جنوب يوركشير في إنكلترا في بريطانيا وهي عارضة أزياء و ممثلة و مقدمة برامج تلفيزيونية من أبرز البرامج التي قدمتها هو برنامج ذا ريل هاستل في قناة بي بي سي الفضائية.

## روابط خارجية
- جيسيكا جاين كليمنت على موقع IMDb (الإنجليزية)
- جيسيكا جاين كليمنت على موقع قاعدة بيانات الفيلم (الإنجليزية)